# ملكة جمال الكون 1978
ملكة جمال الكون 1978 هي مسابقة ملكة جمال الكون السابعة والعشرين في تاريخ مسابقة ملكة جمال الكون منذ انطلاقتها عام 1952، عقدت مسابقة في 24 يوليو 1978 في مركز المؤتمرات في أكابولكو في أكابولكو، المكسيك. بمشاركة ثماني وسبعين متسابقة من جميع أنحاء العالم، في نهاية الحدث توجت مارجريت غاردينر من جنوب إفريقيا كانت في الثامنة عشرة من عمرها عندما فازت في المسابقة. وهي حاصلة على درجة البكالوريوس في علم النفس من كلية تشارلستون، وتسلمت التاج من قبل جانيل كورج من ترينيداد وتوباغو. هذه هي المرة الأولى التي تفوز فيها جنوب إفريقيا بالمسابقة.

## النتائج

### المراكز النهائية
| النتائج النهائية     | المتنافسة |
| -------------------- | --- |
| ملكة جمال الكون 1978 | - جنوب أفريقيا - مارغريت غاردينر |
| الوصيفة الأولى       | - الولايات المتحدة - جودي أندرسن |
| الوصيفة الثانية      | - أسبانيا - جيليرمينا رويز دومينيك |
| الوصيفة الثالثة      | - كولومبيا - شيرلي ساينز ستارنس |
| الوصيفة الرابعة      | - السويد - سيسيليا رودي |
| أفضل 12              | - بلجيكا - فرانسوا موين - تشيلي - ماريان مولر برييتو - هولندا - كارين غوستافسون - جمهورية أيرلندا - لورين إنريكيز - إسرائيل - دوريت جيلينيك - المكسيك - ألبا مارغريتا سيرفيرا لافات - بيرو - أولغا زوماران تابوليما |

### المسابقة النهائية
| المتسابقة                             | مقابلة     | ملابس السباحة | فستان سهرة | متوسط نصف النهائي |
| ------------------------------------- | ---------- | ------------- | ---------- | ----------------- |
| جنوب أفريقيا - مارغريت غاردينر        | 6.791 (3)  | 6.590 (4)     | 6.373 (5)  | 6.584 (4)         |
| الولايات المتحدة - جودي أندرسن        | 8.155 (1)  | 7.855 (1)     | 7.482 (2)  | 7.830 (1)         |
| أسبانيا - جيليرمينا رويز دومينيك      | 6.500 (5)  | 6.870 (3)     | 7.545 (1)  | 6.971 (3)         |
| كولومبيا - شيرلي ساينز ستارنس         | 6.645 (4)  | 6.282 (6)     | 6.545 (4)  | 6.490 (5)         |
| السويد - سيسيليا رودي                 | 7.518 (2)  | 7.300 (2)     | 7.355 (3)  | 7.391 (2)         |
| بلجيكا - فرانسوا موين                 | 6.230 (6)  | 6.364 (5)     | 5.709 (6)  | 6.101 (6)         |
| تشيلي - ماريان مولر برييتو            | 5.073 (9)  | 5.064 (7)     | 4.536 (9)  | 4.891 (7)         |
| إسرائيل - دوريت جيلينيك               | 5.260 (8)  | 4.280 (8)     | 4.945 (7)  | 4.828 (8)         |
| المكسيك - ألبا مارغريتا سيرفيرا لافات | 5.320 (7)  | 3.260 (11)    | 4.145 (10) | 4.241 (9)         |
| جمهورية أيرلندا - لورين إنريكيز       | 3.889 (12) | 3.800 (9)     | 4.756 (8)  | 4.148 (10)        |
| بيرو - أولغا زوماران تابوليما         | 4.422 (10) | 3.718 (10)    | 3.573 (11) | 3.904 (11)        |
| هولندا - كارين غوستافسون              | 3.911 (11) | 2.890 (12)    | 3.573 (11) | 3.458 (12)        |

## لجنة التحكيم
مشاهير حكموا في نهائيات المسابقة:
- كريستيان مارتل - ملكة جمال الكون 1953 من فرنسا
- ديوي سوكارنو - سيدة أعمال اجتماعية يابانية وسيدة إندونيسيا الأولى سابقاً
- ديفيد ميريك - منتج مسرحي أمريكي الحائز على جائزة توني
- لاين رينو - مغنية وممثلة فرنسية
- ميلوش فورمان - مخرج أفلام من تشيكوسلوفاكيا
- أورسولا أندريس - الممثلة السويسرية ورمز إغراء في الستينات
- ميلبا مور - مغنية أمريكية
- روبرتو كافالي - مصمم الأزياء الإيطالي
- فيلهيلمينا كوبر - مؤسس وكالة فيلهيلمينا لعارضي الأزياء
- آنا موفو - مغنية الأوبرا الأمريكية
- ماريو مورينو - ممثل كوميدي مكسيكي وممثل مسرحي وفيلم

## المتسابقات
- الأرجنتين - ديليا ستيلا ماريس مونيوز
- أروبا - مارغريتا ماريتا ترومب
- أستراليا - بيفرلي فرانسيس بيندر
- النمسا - دوريس إليزابيث أنواندر
- جزر البهاما - دولسي لويز ميلينجس
- باربادوس - جودي مارجوت ميلر
- بلجيكا - فرانسواز هيلين جوليا موين
- بليز - كريستينا مارغريتا يساجوري
- برمودا - مادلين فرانسين جويل
- بوليفيا - راكيل روكا كويكاناجا
- بونير - كورين روسيلي هيرنانديز
- البرازيل - سوزانا أراخو دوس سانتوس
- كندا - أندريا ليزلي انج
- تشيلي - ماريان مولر برييتو
- كولومبيا - شيرلي ساينز ستارنس
- كوستاريكا - ماريبيل فرنانديز غارسيا
- كوراساو - سولانج أبيجيل دي كاسترو
- الدنمارك - أنيتا هيسكي
- جمهورية الدومينيكان - راكيل جوزيفينا جاكوبو جار
- الإكوادور - مابل سيبالوس سانجستر
- إلسالفادور - إيريس إيفيت مازورا كاسترو
- إنجلترا - بيفرلي إشروود
- فنلندا - سيجا كارينا باككولا
- فرنسا - بريجيت كونوفيتش
- ألمانيا - إيفا ماري جابرييل جوتششال
- اليونان - ماريتا كونتوراكي
- غوام - ماري لويس سامبسون
- غواتيمالا - كلوديا ماريا إريارت
- هولندا - كارين إنغريد غوستافسون
- هندوراس - أوليمبيا فيلاسكيز ميدينا
- هونغ كونغ - ويني تشان مان يوك
- آيسلندا - آنا بيورك إدواردز
- الهند  - ألامجيت كور شاوهان
- جمهورية أيرلندا - لورين برناديت إنريكيز
- إسرائيل - دوريت جيلينيك
- إيطاليا - أندرينا مازوتي
- اليابان - هيساكو ماندا
- كوريا - جونج يون شون
- لبنان - رين أنطوان سمعان
- ليسوتو - جوان ليبوسينغ خوالي
- ماليزيا - ياسمين يوسف
- مالطا - بولين لويس فاروجيا
- المكسيك - ألبا مارغريتا سيرفيرا لافات
- المغرب - ماجدة التازي
- هيبريدس الجديدة - كريستين سبونر
- نيوزيلندا - جين سيموندز
- نيكاراغوا - كلوديا هيريرا كورتيس
- جزر ماريانا الشمالية - جولياس سالاس كونسبسيون
- النرويج - جانيت أروم
- بنما - ديانا ليتيسيا كونتي فيرجارا
- بابوا غينيا الجديدة - أنجيلين موتا توكانا
- باراغواي - روزا ماريا دوارتي ميلجريجو
- بيرو - أولغا روكسانا زوماران تابوليما
- الفلبين - جنيفر ميتشيك كورتيز
- بورتوريكو - أدا سيسيليا فلوريس بيركنز
- لا ريونيون - إيفلين بونجيراند
- ساموا الأمريكية - بيليبا سيو تاوليلي
- اسكتلندا - أنجيلا ماري كيت ماكلويد
- سنغافورة - آني مي لينغ لي
- جنوب أفريقيا - مارغريت غاردينر
- إسبانيا - جيليرمينا رويز دومينيك
- سريلانكا - ديلروكشي وممالاسوريا
- سانت فنسنت - جيلين كولين
- سورينام - غارنس هارييت رستفايك
- السويد - سيسيليا رودي
- سويسرا - سيلفيا فون أركس
- تاهيتي - باسكالين تومي تيريو
- تايلاند - برنبيت ساكورنوجيت
- ترينيداد وتوباغو - صوفيا تيتوس
- تركيا - بيلور لوتيفي بينجول
- الأوروغواي - ماريا ديل كارمن دا روزا
- الولايات المتحدة - جودي أندرسن
- فنزويلا - ماريسول ألفونزو ماركانو
- جزر العذراء الأمريكية - باربرا هندرسون
- ويلز - إليزابيث آن جونز

## الروابط الخارجية
- موقع ملكة جمال الكون الرسمي